# بیدولف
latitudeبیدولفlongitudeبیدولف
بیدولف (به انگلیسی: Biddulph) یک منطقهٔ مسکونی در انگلستان است که در میدلند غربی واقع شده‌است.

## خصوصیات
بیدولف ۱۷٬۶۶۹ نفر جمعیت دارد.